# روبلیت
روبلیت  (به انگلیسی: Rubellite) با فرمول شیمیایی  از مجموعه کانی هاست و خواص فیزیکی و شیمیایی روبلیت شبیه تورمالین است. از کلمه لاتین rubellus بمعنای متمایل به قرمز گرفته شده‌است. در اسیدها نامحلول است. ترکیب شیمیایی بسیار متغیر با انکلوزیون‌های مهمFe۳+, Mn , Ca و گاه حتی Cr , Ti , V , Li و غیره برای اولین بار در آمریکا (پالاسن دئیگو) کشف شد و از نظر شکل بلور: اکتائدر، رنگ: صورتی - صورتی تند - استثنائا بنفش، شفافیت: شفاف - نیمه شفاف، شکستگی: صدفی - نامنظم، رخ: ناکامل - مطابق با سطح و در رده‌بندی سیلیکات است  و منشأ تشکیل آن پگماتیت است.
همایند کانی‌شناسی (پارانژ) آن - لپیدولیت- آلبیت- میکروکلین است
، از نظر ژیزمان بلوری - آگرگات متراکم - شعاعی - رشته‌ای تقریباََ کمیاب است و بیشتر در ایتالیا، چک اسلواکی، آلمان شرقی، روسیه (اورال)، آمریکا، موزامبیک، نامبیا، ماداگاسکار، برزیل یافت می‌شود.

## منبع
- پردیس کشاورزی ایران